# Nikaurê
Nikaurê est un prince et un vizir égyptien de la IVe dynastie. Ses titres incluent celui de « fils aîné du roi de son corps » (sA-nswt n Xt=f), ainsi que celui de « chef de justice et vizir » (smsw tAjtj sAb TAtj).

## Biographie
Nikaurê est un fils du pharaon Khéphren et de la reine Persenet. Sa femme s'appelle Nikanebti. Elle est prêtresse d'Hathor, maîtresse du sycomore dans tous ses lieux.
Dans la tombe de Nikaurê, un testament décrivant son héritage est conservé. Le testament est daté de « l'année de la douzième occurrence de la numération du gros et du petit bétail (année 24 de Khafrê) ». Nikaurê laisse des biens à sa femme Nikanebti, son fils Nikaurê, sa fille Hétep-Hérès et son fils Ka-en-nebti-ouer. Les biens qui auraient dû revenir à une fille (vraisemblablement) décédée reviennent à l'épouse de Nikaurê, Nikanebti.

## Sépulture
La tombe de Nikaurê est la LG 87 de Gizeh selon la numérotation introduite par Lepsius. Elle porte également la désignation G 8158 et fait partie de la nécropole de Gizeh, est un mastaba taillé dans la roche.
Le tombeau de Nikaurê est adjacent à celui de Persenet (LG 88 de Lepsius / G 8156) et a probablement été construit en même temps.